# Dendrobium biflorum
Dendrobium biflorum är en orkidéart som först beskrevs av Johann Georg Adam Forster, och fick sitt nu gällande namn av Olof Swartz. Dendrobium biflorum ingår i släktet Dendrobium, och familjen orkidéer. Inga underarter finns listade i Catalogue of Life.